# Jan Willem Pieneman

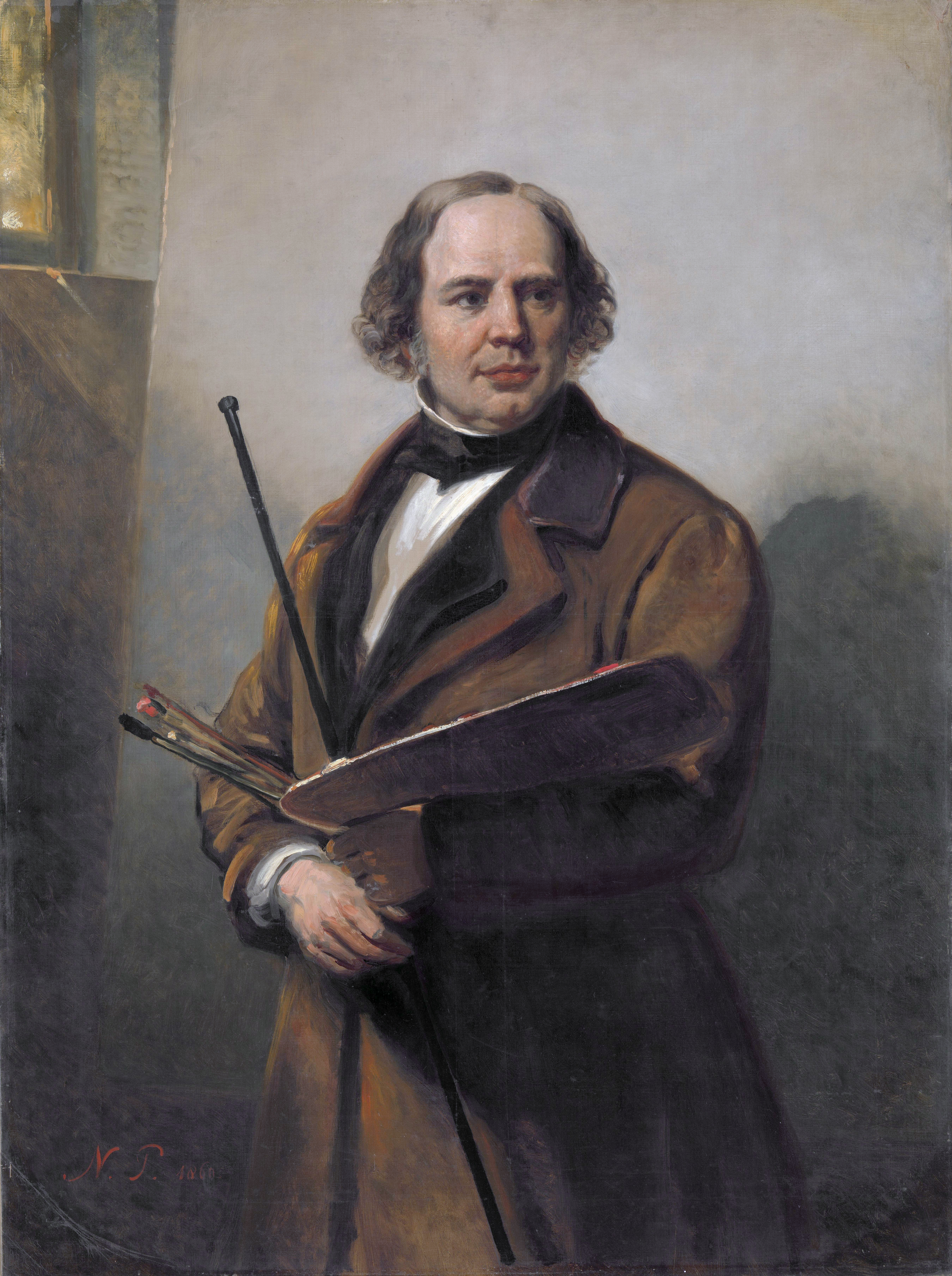
Jan Willem Pieneman, de Nicolaas Pieneman

Jan Willem Pieneman (Abcoude, 7 de noviembre de 1779-Ámsterdam, 8 de abril de 1853) fue un pintor holandés romántico de cuadros históricos y retratos. Es padre del también pintor Nicolaas Pieneman.

## Biografía
Estudió en la Amsterdamse Stadstekenacademie
 y en 1805 fue asignado instructor de dibujo en el centro de entrenamiento y artillería de Amersfoort.
Su fama comenzó por un cuadro suyo expuesto en la Villa Welgelegen.
En 1820, fue nombrado director de la Real Academia de Bellas Artes de Ámsterdam, cargo que ocupó hasta su muerte. También fue asistente de dirección del "Koninklijk Kabinet" (hoy Mauritshuis) y además fue director del Rijksmuseum de 1844 a 1847 cuando aún se ubicaba en Trippenhuis.
Fue mentor de grandes artistas como Christina Alida Blijdenstein, Jacob Bruggink, Gijsbertus Craeyvanger, Reinier Craeyvanger, Johannes Hinderikus Egenberger, Petrus Franciscus Greive, Lambertus Johannes Hansen o Louis Meijer.